# Bloomfield (New Mexico)
Bloomfield ist eine Stadt im San Juan County im US-Bundesstaat New Mexico in den Vereinigten Staaten mit 8112 Einwohnern (Volkszählung 2010).

## Geografie
Die Stadt liegt im Nordosten des Countys, im äußersten Nordwesten von New Mexico, ist im Norden etwa 10 km von Colorado, im Westen etwa 30 km von Arizona entfernt und hat eine Gesamtfläche von 13,1 km², wovon 0,1 km² Wasserfläche ist.

## Demografische Daten
Nach der Volkszählung im Jahr 2000 lebten hier 6417 Menschen in 2222 Haushalten und 1708 Familien. Die Bevölkerungsdichte betrug 495 Einwohner pro km². Ethnisch betrachtet setzte sich die Bevölkerung zusammen aus 62,38 % weißer Bevölkerung, 0,33 % Afroamerikanern, 16,71 % amerikanischen Ureinwohnern, 0,34 % Asiaten und anderen Gruppen.
Von den 2222 Haushalten hatten 42,6 % Kinder und Jugendliche unter 18 Jahre, die bei ihnen lebten. 55,9 % waren verheiratete, zusammenlebende Paare, 15,5 % waren allein erziehende Mütter und 23,1 % waren keine Familien, 19,7 % bestanden aus Singlehaushalten und in 7,4 % lebten Menschen im Alter von 65 Jahren oder darüber. Die Durchschnittshaushaltsgröße betrug 2,85 und die durchschnittliche Familiengröße lag bei 3,26 Personen.
Auf den gesamten Ort bezogen setzte sich die Bevölkerung zusammen aus 32,4 % Einwohnern unter 18 Jahren, 9,7 % zwischen 18 und 24 Jahren, 27,0 % zwischen 25 und 44 Jahren, 20,9 % zwischen 45 und 64 Jahren und 10,0 % waren 65 Jahre alt oder darüber. Das Durchschnittsalter betrug 31 Jahre. Auf 100 weibliche Personen kamen 91,4 männliche Personen. Auf 100 Frauen im Alter von 18 Jahren oder darüber kamen statistisch 89,5 Männer.
Das jährliche Durchschnittseinkommen eines Haushalts betrug 32.905 USD, das Durchschnittseinkommen der Familien betrug 34.760 USD. Männer hatten ein Durchschnittseinkommen von 29.144 USD, Frauen 19.203 USD. Das Prokopfeinkommen betrug 14.424 USD. 15,2 % der Familien und 14,7 % der Bevölkerung lebten unterhalb der Armutsgrenze.